# Soledad de Graciano Sánchez
Soledad de Graciano Sánchez – miasto w Meksyku, w stanie San Luis Potosí. W 2014 roku liczyło około 281,1 tysięcy mieszkańców. 
Soledad de Graciano Sánchez położone jest na wschodnich i północno-wschodnich przedmieściach, stolicy stanu, San Luis Potosí. Przez miasto przepływa rzeka Río Santiago. 

## Demografia
|  |